# Mathildenhöhe
Mathildenhöhe est un parc situé à Darmstadt, en Allemagne.

## Mathildenhöheet la colonie d’artistes
Le 8 octobre 1899 à Darmstadt, le grand-duc Ernst Ludwig a fondé la première Colonie d’artistes qui réunissait des architectes, des peintres et des sculpteurs : Joseph Maria Olbrich, Peter Behrens, Bernhard Hoetger, Patriz Huber (de), Hans Christiansen, P. Bürck, L. Habich et R. Bosselt. L’atelier de la Colonie d’artistes se situait à l’intérieur de l’édifice de Mathildenhöhe construit en 1900 pour leur première représentation du 15 mai 1901, intitulée « un document sur l’art germanique ». Ce studio d’exposition a été mis au point par Josef Maria Olbrich qui a aménagé la résidence d’Ernst Ludwig et les villas environnantes afin de présenter les œuvres d’Art nouveau ou « Jugendstil ». Ce mouvement artistique est illustré en France par Hector Guimard qui a construit en 1900 certaines bouches de métro parisiennes sur ce mode architectural. L’Art nouveau est une alliance entre modernité et esthétique : il offre une harmonie entre l’architecture, le mobilier et la décoration.
Une seconde représentation a eu lieu en 1904 pour célébrer la construction de trois maisons en tant que modèles architecturaux bourgeois de l’Art nouveau. Les œuvres de la Colonie d’artistes sont décorées par de nombreux ornements travaillés dans le détail, leur donnant ainsi toute leur valeur esthétique. Les dernières œuvres d’Olbrich et la Tour matrimoniale, « Hochzeitsturm », haute de 48,5 mètres située dans le parc de la 'Mathildenhöhe', sont présentées au public en 1908. Cette exposition a été inaugurée pour l’art libre et appliqué, « freie und angewandte Kunst ». 
On trouve aussi dans le parc de la Mathildenhöhe la chapelle russe (Die Russische Kapelle) construite en 1899 par l’architecte russe Léon Benois pour le tsar Nicolas II, marié avec la sœur du grand-duc Ernst Ludwig, l'impératrice Alexandra née Alix de Hesse-Darmstadt. Les ornements du bassin devant la chapelle ont été réalisés par Albin Müller, membre de la Colonie d’artistes, pour la dernière exposition de 1914. La décoration du bassin est constituée de mosaïques de diverses couleurs chatoyantes, en harmonie avec les dorures de la chapelle. Mais le commencement de la Première Guerre mondiale marque la fin de l’Art nouveau (Jugendstil). 
La quatrième et dernière exposition à l’intérieur de la Mathildenhöhe a eu lieu en 1914. Aujourd’hui, les amateurs de  pétanque viennent aussi profiter du parc de la Mathildenhöhe pour participer à des tournois. Le cadre naturel du parc et la beauté des œuvres d’art peuvent aussi être appréciés depuis la terrasse du café de la Mathildenhöhe. En quinze années, le mouvement artistique de l’Art nouveau a donné à la ville de Darmstadt sa propre identité culturelle qui attire chaque année des milliers de visiteurs venus du monde entier. Le travail de la Colonie d’artistes apporte un charme artistique à la ville de la Science qui allie esthétique et progrès technique.
La Mathildenhöhe à Darmstadt est classé sur la liste du patrimoine mondial par l'UNESCO le 24 juillet 2021.